# Inkubus Sukkubus
Inkubus Sukkubus es una banda inglesa de rock gótico y pagano, formada en 1989 por Candia Ridley, Tony McKormack y Adam Henderson,   quienes han sido descritos como una de las bandas góticas underground más populares y duraderas del Reino Unido.  Mick Mercer también los describió como una "versión zombie de Fleetwood Mac " en su libro Hex Files: The Goth Bible . 

## Historia

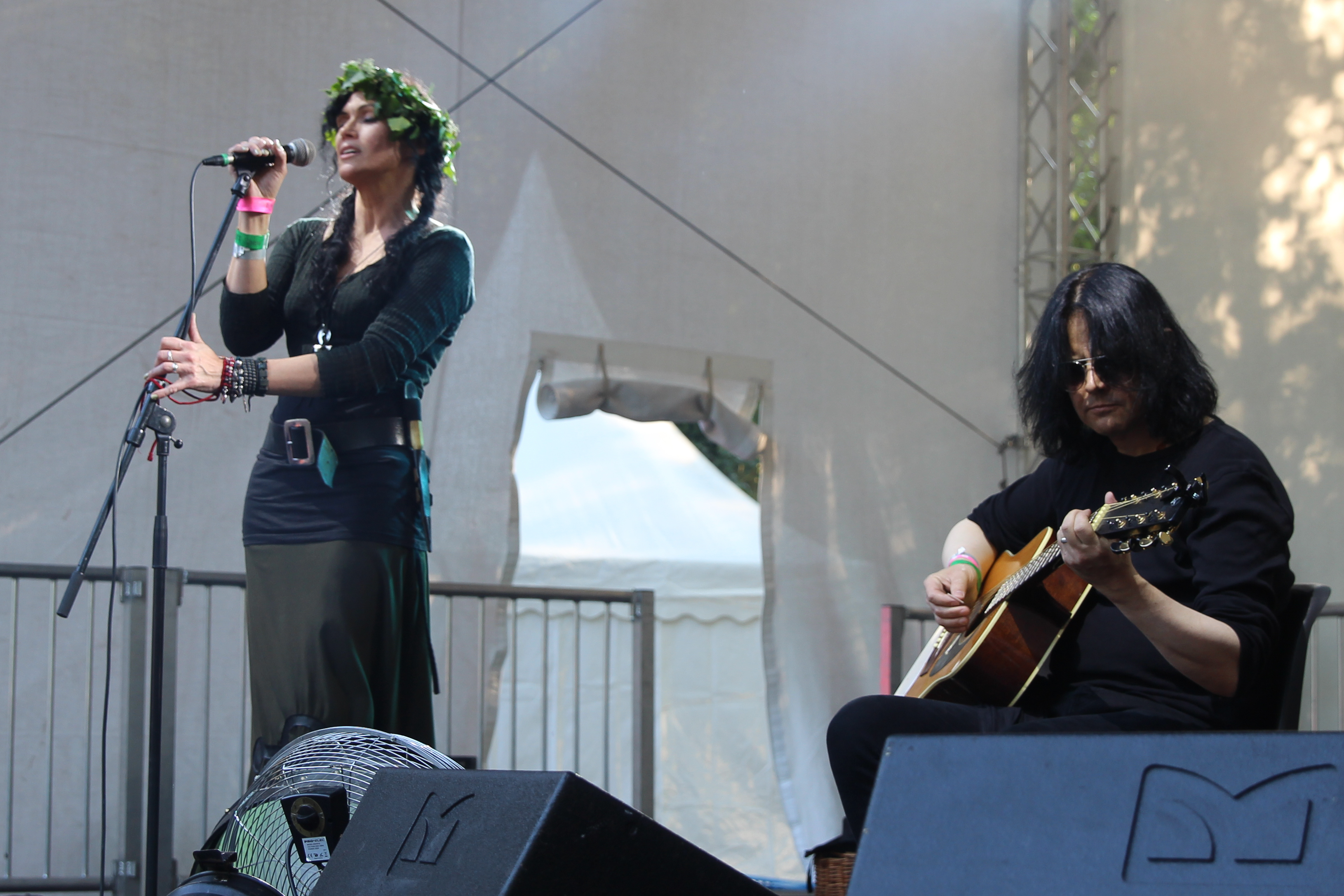
Candia y Tony McKormack en Wave Gotik Treffen, Leipzig (2014)

Inkubus Sukkubus ha lanzado álbumes y realizado giras por Reino Unido e internacionalmente desde su formación como Incubus Succubus en 1989.
En 1995, la banda adoptó el nombre Inkubus Sukkubus, citando la numerología como la razón del cambio, y firmó con Resurrection Records. La formación en vivo cambió significativamente, adoptando el uso de una caja de ritmos y acompañamiento secuenciado, con algo de apoyo adicional de un bodhrán y Adam Henderson volviendo al bajo.
En 1996, la banda actuó en vivo en la televisión nacional británica en The Big Breakfast del Canal 4,  interpretando la canción "Heartbeat Of The Earth".
La banda ha tocado en muchos de los festivales alternativos oscuros más importantes de Europa, incluidos Amphi, M'era Luna y Wave-Gotik-Treffen en Leipzig.
En junio de 2017, la banda organizó un evento de fin de semana  en el castillo de St Briavels en el bosque de Dean – una celebración del solsticio de verano con narración de cuentos, historia, danza egipcia y una ceremonia de unión de manos .

## Miembros
El grupo actualmente está formado por el guitarrista Tony McKormack (ex- Screaming Dead ), la vocalista Candia McKormack y el bajista Roland Link. La banda utiliza una caja de ritmos y un secuenciador para proporcionar percusión y acompañamiento orquestal. También actúan como un acto totalmente acústico con Abigail Blackman en violonchelo, Nick Gibbs en violín y Marcus Gilvear en la batería .
- Candia McKormack – voz, letra, bodhrán
- Tony McKormack – guitarra, teclados, mandolina, laúd, producción, composición, letras, programación, creación de videos, voz (ex- Screaming Dead, también en Vampire Division)
- Roland Link – bajo

En 2013, Candia fue el modelo de una pintura llamada The Sukkubus,  del galardonado artista de fantasía Larry Elmore, para su uso en su Kickstarter.
En 2016, Candia fue pintada por el artista Russell Haines para su exposición 'Faith', en la Catedral de Gloucester . La banda también actuó en el evento de lanzamiento al que asistió la obispa de Gloucester, Rachel Treweek . (Los miembros de Inkubus Sukkubus son wiccanos)

## Discografía

### Álbumes
- 1990: Beltaine (lanzamiento independiente)
- 1993: Belladona and aconite
- 1994: Witches
- 1995: Heartbeat of the earth
- 1997: Vampyre Erotica
- 1998: Away from the faeries
- 1999: Wild
- 2001: Supernatura
- 2003: The beast with two backs
- 2007: Science and Nature
- 2008: Viva la Muerte
- 2010: The dark goddess
- 2011: The goat
- 2013: Queen of Heaven, Queen of Hell
- 2014: Poltergeist del amor
- 2015: Mother Moon
- 2016: Barrow Wake: Tales of Witchcraft and. Wonder, Vol I
- 2016: Wikka Woman
- 2017: Belas Knap: Tales of Witchcraft and. Wonder, Vol II
- 2018: Vampyre Queen
- 2018: Sabrina, the goddess of Severn: Tales of Witchcraft and. Wonder, Vol III
- 2019: Lilith rising
- 2021: The way of the witch
- 2023: She of a Thousand Names

### Álbumes recopilatorios
- 1998: Away with the faeries
- 2005: Wytches and Vampyres: The Best Of (recopilación de grandes éxitos publicada por el sello discográfico estadounidense Cleopatra Records [9] )
- 2013: Antology (Greatest Hits)

### Sencillos y EP
- 1991: "Beltaine"
- 1994: The corn king
- 2005: Witch Queen (EP)
- 2018: Edición limitada de vinilo de 12" de color Melancholy Blue

### Bandas sonoras de películas
- 2010: The vampires of the bloody island